# Crescent Beach
Crescent Beach és una concentració de població designada pel cens dels Estats Units a l'estat de Florida. Segons el cens del 2000 tenia 985 habitants.

## Demografia
Segons el cens del 2000, Crescent Beach tenia 985 habitants, 530 habitatges, i 299 famílies. La densitat de població era de 250,2 habitants per km².
Dels 530 habitatges en un 9,4% hi vivien nens de menys de 18 anys, en un 50,8% hi vivien parelles casades, en un 3,2% dones solteres, i en un 43,4% no eren unitats familiars. En el 35,3% dels habitatges hi vivien persones soles el 16,6% de les quals corresponia a persones de 65 anys o més que vivien soles. El nombre mitjà de persones vivint en cada habitatge era d'1,86 i el nombre mitjà de persones que vivien en cada família era de 2,33.
Per edats la població es repartia de la següent manera: un 8,8% tenia menys de 18 anys, un 4,5% entre 18 i 24, un 17,6% entre 25 i 44, un 32,8% de 45 a 60 i un 36,3% 65 anys o més.
L'edat mediana era de 57 anys. Per cada 100 dones de 18 o més anys hi havia 100,4 homes.
La renda mediana per habitatge era de 39.821 $ i la renda mediana per família de 49.712 $. Els homes tenien una renda mediana de 42.750 $ mentre que les dones 29.091 $. La renda per capita de la població era de 32.279 $. Cap de les famílies i el 8,9% de la població estaven per davall del llindar de pobresa.

## Poblacions properes
El següent diagrama mostra les poblacions més properes.